# Atabaque Nzinga
Atabaque Nzinga é um filme documentário brasileiro de 2006 dirigido por Octávio Bezerra.

## Sinopse
Trata-se de um documentário com mistura de drama. Durante uma viagem pelos estados de Pernambuco, Bahia e Rio de Janeiro, são apresentados os diversos ritmos e coreografias representativos de todo o país, além de revelar mais detalhes da cultura musical afro-brasileira presente nas vidas de toda a população. A parte ficcional conta a história de Ana, uma jovem negra que luta por um novo caminho para se libertar da amargura construída por suas próprias tristezas.

## Elenco
- Taís Araújo como Ana/Nzinga
- Léa Garcia como Mãe de Santo
- Paulão como Amigo de Ana
- Sanny Alves como ela mesma
- Nestor Capoeira como ele mesmo
- Carmen Costa como ela mesma
- Mestre Leopoldina como ele mesmo
- Naná Vasconcelos como ele mesmo

## Produção
Os vídeos musicais gravados no Brasil foram editados fazendo contraponto com os musicais gravados na Angola, onde no século XVII viveu a rainha Nzinga, guerreira famosa que batizou a protagonista do filme.